# Veenendaal
Veenendaal é um município e uma localidade da Província de Utrecht dos Países Baixos.